# Атонски кодекс
Атонски кодекс Велике лавре (лат. Codex Athous Laurae симбол: Ψ или 044) је оригинални рукопис на грчком језику, из 9. или 10. века, који садржи текст четири јеванђеља, Дела апостолска, и Посланице апостола Павла, на 261 пергаментних листова (21, х 15,3 см). Рукопис је добио име по месту где се чува - манастиру Велика лавра на Светој гори.

## Карактеристике рукописа
Текст на листу се налази у једној колони, са 31 линијом у колони. Један лист Посланице Јеврејима је изгубљен. Саборне посланица су поређане на необичан начин: (Петрова, Јаковљева, Јованова, Јуди). Рукопис садржи кратак завршетак Јеванђеља по Марку, што одговара Краљевском законику (Л 019).
Рукопис се чува на Светој Гори у Великој Лавра.
Текст рукописа одражава византијски тип текста, али са великим бројем читања Александријског текста и неких западних текстова. Рукопис је додељен Категорија 3.